# Partidul Independenței (Ungaria)
Partidul Independenței Ungariei (în maghiară Függetlenségi és Negyvennyolcas Párt – Partidul Independenței și al 48-iștilor, numit și Partidul Național sau, colocvial, Partidul Kossuth) a fost fondat în 17 mai 1874 în Regatul Ungariei ca urmaș al Partidului Național 1848 (Országos 1848-as Párt).
Acest partid a fost rezervorul opoziției naționaliste în tradiția lui Lajos Kossuth și a revoluției din 1848. Partidul s-a sprijinit în primul rând pe nobilimea mijlocie. Pe plan politic, Partidul Independenței a refuzat compromisul din 1867 și s-a străduit să obțină independența totală a Regatului Ungariei, sau cel puțin o uniune personală prin care să slăbească dependența Ungariei de Cisleithania și de Habsburgi. 
În 29 septembrie 1884, printr-o unire cu un alt partid 1848-ist (al lui Albert Apponyi), Partidul Independenței s-a reformat.

## Rezultatele alegerilor parlamentare
| Alegeri | Mandate | Procent       |
| ------- | ------- | ------------- |
| 1875    | 36      | 8,70 %        |
| 1878    | 76      | 18 %          |
| 1881    | 88      | 21 %          |
| 1884    | 72      | 17,43 %       |
| 1887    | 78      | 18,89 %       |
| 1892    | 86      | 20,82 %       |
| 1896    | 50      | 12,10 %       |
| 1901    | 79      | 19,13 %       |
| 1905    | 165     | 39,95 %       |
| 1906    | 253     | 61,26 %       |
| 1910    | 51/44   | 12,35/10,65 % |